# メイネルテラ科
メイネルテラ科（メイネルテラか、学名：Meinertellidae）は、イシノミ目の下位分類の一つである。1910年、ドイツの動物学者Karl Wilhelm Verhoeffにより報告された。日本からの報告はない。イシノミ科とは足や触角の基部に鱗がないことで区別されている。

## 分布
6種のうち、4種がアメリカ合衆国に分布し、そのうち1種はカナダのブリティッシュコロンビア州でも報告がある。

## 下位分類
- Hypomachilodes属
Hypomachilodes texanus[5]
Hypomachilodes forthaysi
2010年にアメリカカンザス州で報告された新種[6]。
- Machilinus属
  - Machilinus (Nearctolinus)亜属

Machilinus aurantiacus[7]
Machilinus aurantiacus aurantiacus
Machilinus aurantiacus setosus
- Machiloides属[8]
Machiloides banksi
Machiloides petauristes